# Моренте, Энрике
Энри́ке Море́нте (исп. Enrique Morente; 25 декабря 1942, Гранада — 13 декабря 2010, Мадрид) — испанский певец, исполнитель канте фламенко (cante flamenco), традиционного андалузского пения с цыганскими корнями.

## Биография
Энрике Моренте родился и вырос в цыганском квартале Альбайсин (Гранада).
Дочь Эстрелья, род. 14 августа 1980, — также певица фламенко.
Умер на 67 году жизни в Мадриде от послеоперационных осложнений.

## Творчество
Певец сочетал традиционное пение фламенко с современными стилями. Например, в 1995 году он исполнил стихи «Цыганского романсеро» Федерико Гарсиа Лорки в сочетании с музыкой трэш-метал, записав совместно c одной из испанских рок-групп диск «Omega».

### Дискография
- «Cante Flamenco» — Hispavox — 1967 — выпущен на CD в 1996
- «Cantes antiguos del Flamenco» — Hispavox — 1968 — выпущен на CD в 1996
- «Homenaje Flamenco a Miguel Hernández» — Hispavox −1971 — выпущен на CD в 1996
- «Morente en Vivo» — Díscolo — в 1974 на пиратском диске
- «Se Hace Camino al Andar» — Hispavox — 1975 — выпущен на CD в 1996
- «Homenaje a D. Antonio Chacón» — Hispavox — 1977 — выпущен на CD в 1996
- «Despegando» — CBS — 1977 — выпущен на CD в 1996
- «Sacromonte» — Zafiro — 1982 — выпущен на CD в 1991
- «Cruz y Luna» — Zafiro — 1983 — выпущен на CD в 1992
- «Esencias Flamencas» — Auvidis — 1988
- «Enrique Morente en la Casa Museo García Lorca de Fuentevaqueros» — Diputación Provincial de Granada — 1990 — Bing Bang lo reedita en cd en 2001
- «Nueva York / Granada, Morente-Sabicas» — Ariola — 1990
- «Misa Flamenca» — Ariola — 1991
- «Negra, si tú supieras» — Nuevos Medios — 1992
- «Alegro, Soleá y Fantasía de Cante Jondo» — Discos Probéticos — 1995 — перевыпущен в 2008
- «La Estrella» — специальное издание — Discos Probéticos — 1996
- «Omega» — El Europeo/Discos Probéticos — 1996 — перевыпущен в 2008
- «Lorca» — Virgin — 1999
- «El pequeño reloj» — Virgin/Emi Music — 2003
- «Sueña la Alhambra» — Virgin/Emi Music — 2005
- «Pablo de Málaga» — El Caimán/Discos Probéticos — 2008
- «Morente flamenco» — Universal — 2009
- «Morente LLanto» — Patronato Cultural Federico García Lorca/Absolut Ambient — 2010

### Фильмография[1]
- Кармен (фильм), 1976 — актёр.
- Фламенко (фильм), 1995, реж. Карлос Саура  — камео.
- La gentileza de los desconocidos, 1997 — композитор.
- Иберия, 2005, реж. Карлос Саура — актёр.
- Enrique Morente sueña la Alhambra, 2005 — камео, композитор.
- Buenafuente (телесериал), 2005—2010 — камео.
- De par en par (телесериал), 2007—2008 — камео.

## Награды
Как отмечает газета El País, Моренте стал первым в истории исполнителем фламенко, награждённым Национальной музыкальной премией министерства культуры.